# Đại sứ thiện chí của UNHCR
Đại sứ thiện chí của Cao ủy Liên Hợp Quốc về người tị nạn là những nhân vật nổi tiếng đại diện cho Cao ủy Liên Hợp Quốc về người tị nạn và dùng tài năng và danh tiếng của mình để ủng hộ cho những người tị nạn.

## Các đại sứ hiện tại
Các Đại sứ thiện chí và năm được bổ nhiệm
| Năm  | Đại sứ            | Nước        | Hoạt động                   |
| ---- | ----------------- | ----------- | --------------------------- |
| 2013 | Aidos Sagat       | Kazakhstan  | ca sĩ                       |
| 2013 | Alek Wek          | Anh Quốc    | người mẫu                   |
| 2013 | Khaled Hosseini   | Hoa Kỳ      | nhà văn                     |
| 2013 | Yao Chen          | Trung Quốc  | nghệ sĩ                     |
| 2007 | Jesús Vázquez     | Tây Ban Nha | phát thanh viên truyền hình |
| 2007 | Muazzez Ersoy     | Thổ Nhĩ Kỳ  | ca sĩ                       |
| 2006 | George Dalaras    | Hy Lạp      | ca sĩ                       |
| 2006 | Osvaldo Laport    | Uruguay     | diễn viên                   |
| 2003 | Julien Clerc      | Pháp        | ca sĩ                       |
| 2002 | Giorgio Armani    | Ý           | nhà thiết kế                |
| 2001 | Angelina Jolie    | Hoa Kỳ      | diễn viên                   |
| 2000 | Adel Imam         | Ai Cập      | diễn viên                   |
| 1987 | Barbara Hendricks | Hoa Kỳ      | ca sĩ nhạc cổ điển          |

## Các cựu đại sứ
- Đorđe Balašević
- Richard Burton
- Justus Frantz
- Udo Jürgens
- Sophia Loren
- Princess Märtha Louise of Norway
- James Mason
- Riccardo Muti
- Arja Saijonmaa
- The Schürzenjäger
- Jack Thompson
- Duraid Lahham